# Andrea Goldsmith (escritora)
Andrea Goldsmith es una escritora y novelista australiana, conocida por su novela de 2002 El ladrón próspero.

## Biografía
Goldsmith nació en Melbourne, Victoria, en el seno de una familia judía australiana. Comenzó a aprender a tocar el piano a los 8 años, y la música sigue siendo una pasión permanente para ella.

## Trayectoria
Goldsmith se formó inicialmente como logopeda y trabajó durante varios años con niños que padecían graves problemas de comunicación hasta convertirse en escritora a tiempo completo a finales de los años 1980.
Desde 1987 y hasta la década de 1990, impartió clases de  escritura creativa en la Universidad de Deakin y, a partir de 2021 continúa realizando talleres y asesorando a nuevos novelistas.
Viaja mucho, y Londres, en particular, ocupa un lugar destacado en sus novelas. Al mismo tiempo, se describe a sí misma como «una persona profundamente melbourneiana».
También escribe ensayos literarios sobre temas tan diversos como Oliver Sacks ("Oliver Sacks: Anthropologist of Mind"), la física nuclear, las enfermedades mortales ("Chain Reaction") y la identidad judía australiana ("Talmudic Excursions").
Mientras era escritora residente en la Universidad La Trobe, editó una antología escrita por un grupo de personas con problemas de ludopatía, titulada "Llamando al pan, pan". Imparte talleres y cursos cortos para escritores de ficción y asesora a novelistas noveles.
Ha sido invitada a todos los festivales literarios más importantes de Australia y apareció en el Festival de Escritores de Sydney de 2009.

## Premios
- 1993 – Preseleccionado para los Premios Banjo de la NBC y el Premio Conmemorativo Lysbeth Cohen de la NBC por Interiores Modernos.
- 2003 – Preseleccionado para el premio Miles Franklin por El ladrón próspero
- 2015 – Ganadora del Premio a la Mejor Escritura en el Premio Melbourne de Literatura, por su novela de 2013 The Memory Trap.[8][9]

## Vida personal
En 2019 Goldsmith vivía en Clifton Hill, en los suburbios de Melbourne, en una casa que compró con su pareja, la poeta Dorothy Porter. Siguió viviendo allí tras la muerte de Porter en 2008.

## Obras seleccionadas

### Novelas
- Gracious Living (Penguin, 1990)
- Modern Interiors (Penguin, 1991)
- Facing the Music (Penguin, 1994)
- Under the Knife (Penguin, 1998)
- The Prosperous Thief (Allen & Unwin, 2002)[12]
- Reunion (Harper Collins, 2009)[13]
- The Memory Trap (Fourth Estate, 2013)
- Invented Lives (Scribe, 2019)[14]
- The Buried Life (Transit Lounge, 2025)